# NGC 4028
NGC 4028 est une galaxie spirale vue par la tranche et située dans la constellation de la Chevelure de Bérénice. NGC 4028 a été découverte par l'astronome germano-britannique William Herschel en 1783. Cette galaxie a aussi été observée par l'astronome britannique John Herschel le 26 avril 1832 et elle a été inscrite au catalogue NGC sous la désignation NGC 4014.

## Caractéristiques
Sa vitesse par rapport au fond diffus cosmologique est de 4 097 ± 23 km/s, ce qui correspond à une distance de Hubble de 60,4 ± 4,2 Mpc (∼197 millions d'al).
NGC 4028 présente une large raie HI.